# جورج غودارد
جورج غودارد (بالإنجليزية: George Goddard)‏ هو موسيقي أمريكي، ولد في 15 ديسمبر 1815 في ليستر في المملكة المتحدة، وتوفي في 12 يناير 1899 في مدينة سولت ليك في الولايات المتحدة.